# 吉田萬次
吉田 萬次（よしだ まんじ、1892年（明治25年）3月2日 - 1958年（昭和33年）12月21日）は、日本の政治家、医師。参議院議員（1期）、愛知県会議員（3期）、一宮市長（2期）、一宮市会議員（4期）。 

## 来歴
愛知県中島郡一宮町（現一宮市）に生まれる。1911年（明治44年）3月、明倫中学校（現愛知県立明和高等学校）卒業。1917年（大正6年）、愛知県立医学専門学校卒業。1918年（大正7年）、吉田医院を開業。
1921年（大正10年）、一宮市の市制施行に際し、一宮市会議員に初当選。1927年（昭和2年）、京都帝国大学で医学博士を修了。
1931年（昭和6年）9月、愛知県会議員選挙に立憲民政党公認で初当選。1932年（昭和7年）10月10日、選挙事務長の選挙違反により当選無効失格。
1937年（昭和12年）、一宮市会議長に就任。1941年（昭和16年）2月21日、一宮女子商業学校を創立。
1942年（昭和17年）6月、第4代一宮市長に初当選。1945年（昭和20年）12月から、公職追放を受ける。1947年（昭和22年）1月まで県会議長を務めた。同年同月、市長と県議を辞職。1950年（昭和25年）10月、追放解除。

### 1951年愛知県知事選挙
1951年（昭和26年）4月30日に行われた愛知県知事選挙に立候補。候補者は吉田のほか、元官選知事の桑原幹根、社会党の推薦を受けた前副知事の桐谷勝三郎、元副知事の山内庫三郎ら新人の7名。自由党は公認の決着がつかず、結局吉田と桑原がともに党公認を名乗ることになった。
当時は1位でも有効投票数の8分の3を超えないと1位、2位の決戦によるという規定があった。新聞は当初から決選投票になることを予想しており、1位が桑原、2位が桐谷というのが大方の読みであったが、結果は桑原48万票余、吉田37万票余、桐谷27万票余で、上位2名による決選投票が行われることになった。壮絶な一騎打ちとなったこの選挙において、吉田の選挙事務長を買って出た同郷の江崎真澄は連日、トラックで尾張地区から名古屋一円を走り回ったが、木曽川河畔の砂利道を全速で走っているときに急カーブでトラックの荷台から投げ出され気絶し、背骨を痛めた。桑原は名古屋市北区を車の天井から首だけ出して回っているときに松の枝が当たり、頭のてっぺんから血が噴き出したこともあった。
決選投票は5月11日に執行。開票は同日、名古屋市を除いて県下一斉に行われ、吉田475,293票、桑原466,404票と吉田がひとまずリードした。翌朝からの開票は抜きつ抜かれつの大混戦で、名古屋市12区の大部分が終了した午前11時頃には桑原の追い込みはまず絶望とみられ、吉田は万歳の声とともに胴上げされた。ところが大票田の中村区で形勢が逆転。桑原577,879票、吉田574,209票で全票が終了した。その差わずか3,670票という熾烈を極めた戦いであった。吉田は敗れたものの「一宮市の九割九分の人が投票してくれた。男と生まれてこんなにうれしいことはない」と言って涙を流して喜んだと言われている。

### 参議院議員
1953年（昭和28年）、第3回参議院議員通常選挙の全国区に自由党公認で立候補し初当選（院内では無所属クラブに所属）。
1956年（昭和31年）、日本ユネスコ国内委員に就任。1957年（昭和32年）、第1次岸改造内閣科学技術政務次官に就任。
1958年（昭和33年）、愛知県知事選挙出馬を巡って自民党を離党。日本社会党推薦での出馬を目指すも、12月21日、狭心症のため参議院議員在任中に死去。66歳没。同日付で一宮市名誉市民となる。死没日をもって勲三等瑞宝章追贈、正五位に叙される。

## 家族
- 長男 - 吉田武郎（医師、一宮女子短期大学初代学長）

## 著書
- 『戦災餘談』投資経済社、1954年4月。